# Geizenburg
Geizenburg an der Ruwer ist ein Ortsteil der Gemeinde Pluwig, die im Landkreis Trier-Saarburg in Rheinland-Pfalz liegt.

## Geschichte
In Geizenburg gab es nach archäologischen Gutachten im Mittelalter tatsächlich eine Burg. Nicht wie bei zahlreichen anderen Orten in der Gegend kommt der Namensteil „-burg“ von „-berg“, sondern er geht tatsächlich auf eine Burg zurück. Reste von dieser sind nur in sehr geringem Maße und für das Auge des Betrachters nicht sichtbar vorhanden. Es wurden bis jetzt noch keine genaueren archäologischen Grabungen durchgeführt.
Der Bethstein am Anfang des Dorfes könnte eine vorkeltische Bedeutung haben, siehe Die drei Beten.